# سن خوزه (کالیفرنیا)
سن خوزه یا سن حوزه (به انگلیسی: San Jose) (تلفظ انگلیسی:‎/ˌsæn hoʊˈzeɪ, -ˈseɪ/‎ (سن هوزی)؛ اسپانیایی‌شدهٔ 'سن ژوزف'؛ تلفظ اسپانیایی: [saŋ xoˈse] (سانگ خوسه))، سومین شهر بزرگ ایالت کالیفرنیا در کشور ایالات متحده آمریکا است. سن خوزه مرکز اقتصادی و فرهنگی در درهٔ سیلیکون است. در سال ۲۰۱۵ جمعیت سن خوزه یک میلیون نفر بود. اسپانیایی‌ها در سال ۱۷۷۰ به سن خوزه مهاجرت کردند اما پیش از آن‌ها آمریکایی‌های بومی اولونی در این شهر زندگی می‌کردند. مکان‌های زیادی برای تماشا و سرگرمی در سن خوزه وجود دارد. این شهر آب و هوای استوایی دارد که شبیه آب و هوای مدیترانه است. در سال ۱۹۴۰، ۹۸٫۵٪ مردمی که در سن خوزه زندگی می‌کردند سفید بودند. اما الان تنوع زیادی در سن خوزه وجود دارد. این ناحیه به لحاظ تعداد شرکت‌های تکنولوژی در رتبه اول در میان شهرستان‌های آمریکا قرار دارد. همچنین در سن خوزه ورزش خیلی محبوب است. سن خوزه شارکس یک تیم فوتبال است و سن خوزه جاینتس یک تیم بیسبال است. که در سان فرانسیسکو تأسیس شد اما در حال حاضر در سن خوزه مستقر هستند.بیشترین جمعیت مهاجر در سن خوزه را ویتنامی هایی تشکیل میدهند، که بعد از سقوط سایگون به ایالات متحده آمریکا گریختند، با این وجود طبق یک مصاحبه از مجله نیویورک تایمز اکثر آنها خود را آمریکایی میدانند و حتی در خانه شخصی خود نیز انگلیسی صحبت می‌کنند.

## جغرافیا

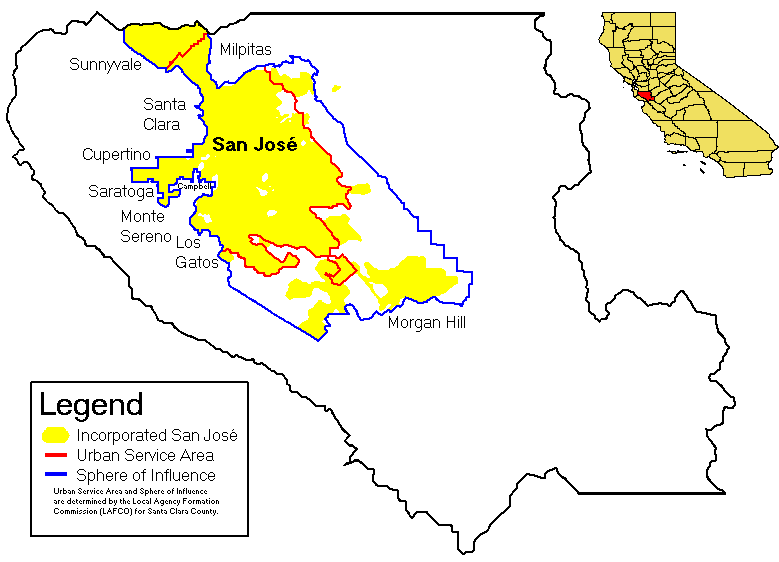
موقعیت در سانتا کلارا کانتی

سن خوزه دهمین شهر بزرگ ایالات متحده و مرکز منطقهٔ شهرستان سانتا کلارا بوده که در دره سیلیکون، جنوب خلیج سانفرانسیسکو واقع است.
سن خوزه به دلیل طرح توسعهٔ مسکن در سال‌های ۱۹۵۰ تا ۱۹۸۹ باعث جذب مردم حومه شد و هم‌اکنون بزرگ‌ترین شهر در کالیفرنیای شمالی است. مرکز سرشماری آمریکا جمعیت آن را در ژوئیهٔ سال ۲۰۰۶ میلادی ۹۲۹٬۹۳۶ نفر و ادارهٔ امور مالی کالیفرنیا جمعیت آن را در ژوئیهٔ ۲۰۰۶ میلادی، ۹۸٬۹۴۹۶ نفر تخمین زده‌است.

## مراکز علمی
سن خوزه به دلیل درهٔ سیلیکون دارای آوازه و شهرت است. علاوه بر این، از مهم‌ترین دانشگاه‌های این ناحیه نیز می‌توان به دانشگاه ایالتی سن خوزه و کالج کایروپرکتیک پالمر اشاره کرد.

## ورزش
تیم فوتبال سن خوزه ارت‌کویکز از این شهر است.

## شهرهای خواهر
شهرهای خواهر سن خوزه تا سال ۲۰۰۸ عبارت بودند از:
- - اوکویاما، ژاپن (۱۹۵۷)
- - سن خوزه، کستاریکا (۱۹۶۱)
- - وراکروز، مکزیک (۱۹۷۵)
- - تاینان، تایوان (۱۹۷۷)
- - دوبلین، ایرلند (۱۹۸۶)
- - یکاترینبورگ، روسیه (۱۹۹۲)

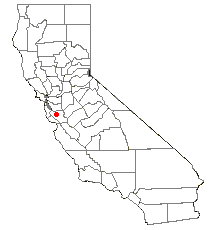
موقعیت در کالیفرنیا

- - پونا، هند (۱۹۹۲)

## نگارخانه

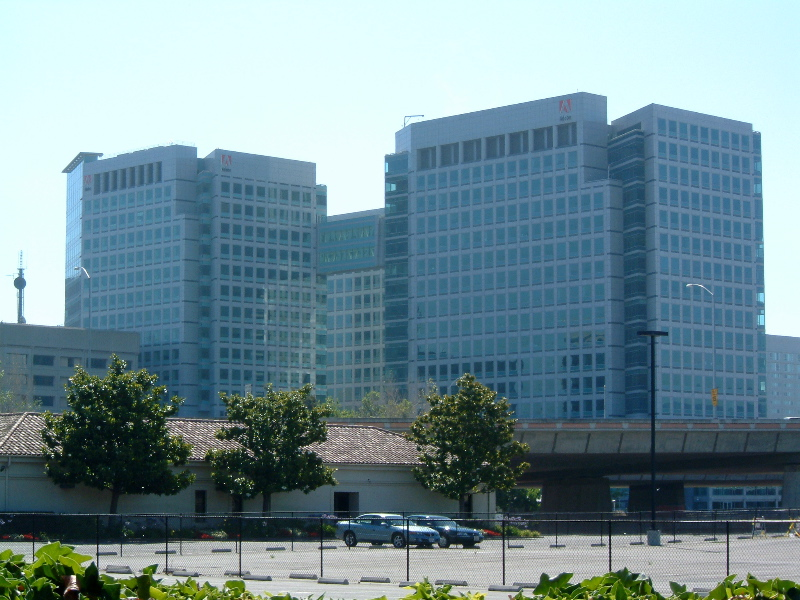
مرکز شرکت آدوبی
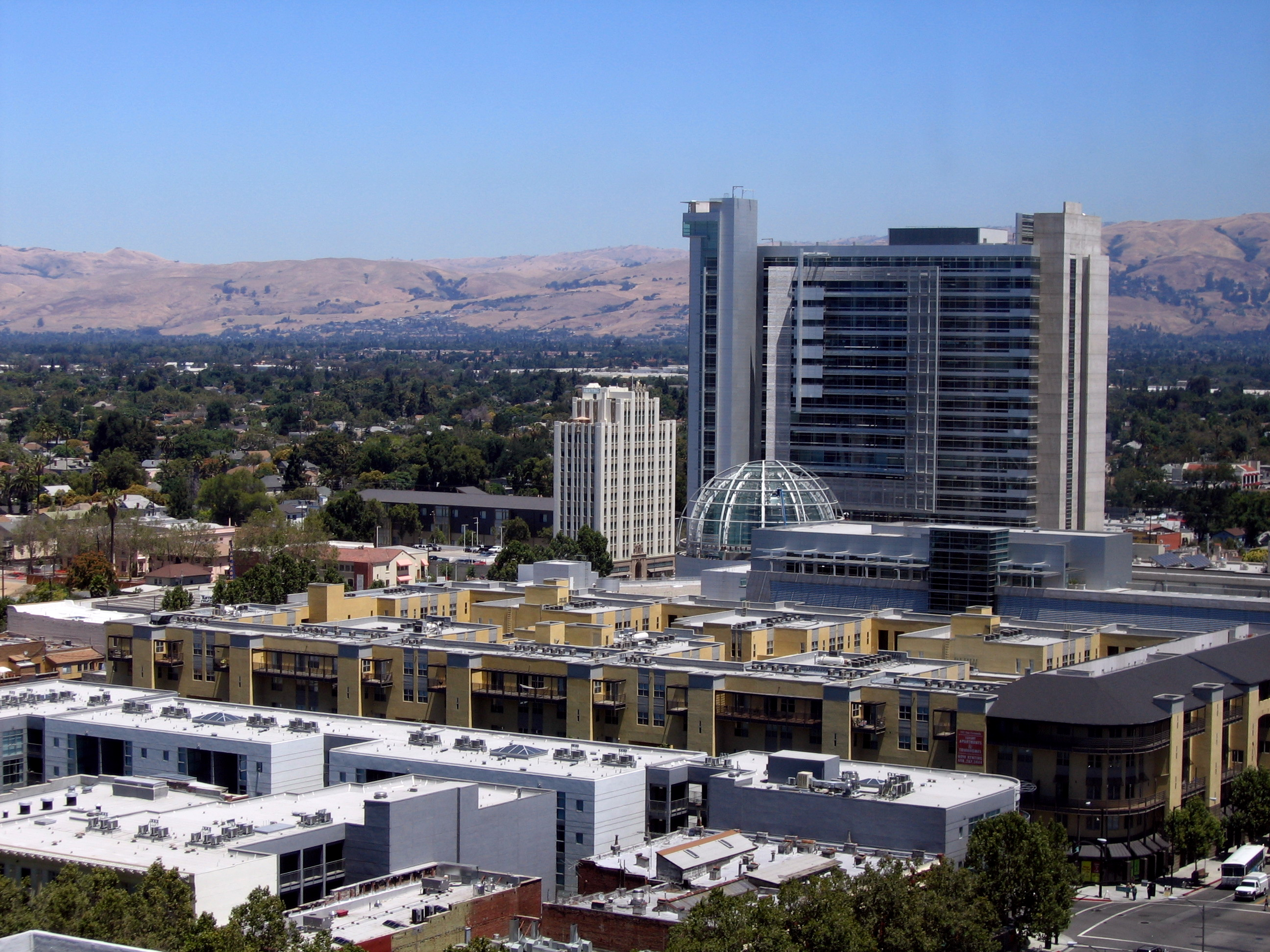
داون‌تاون سن‌خوزه
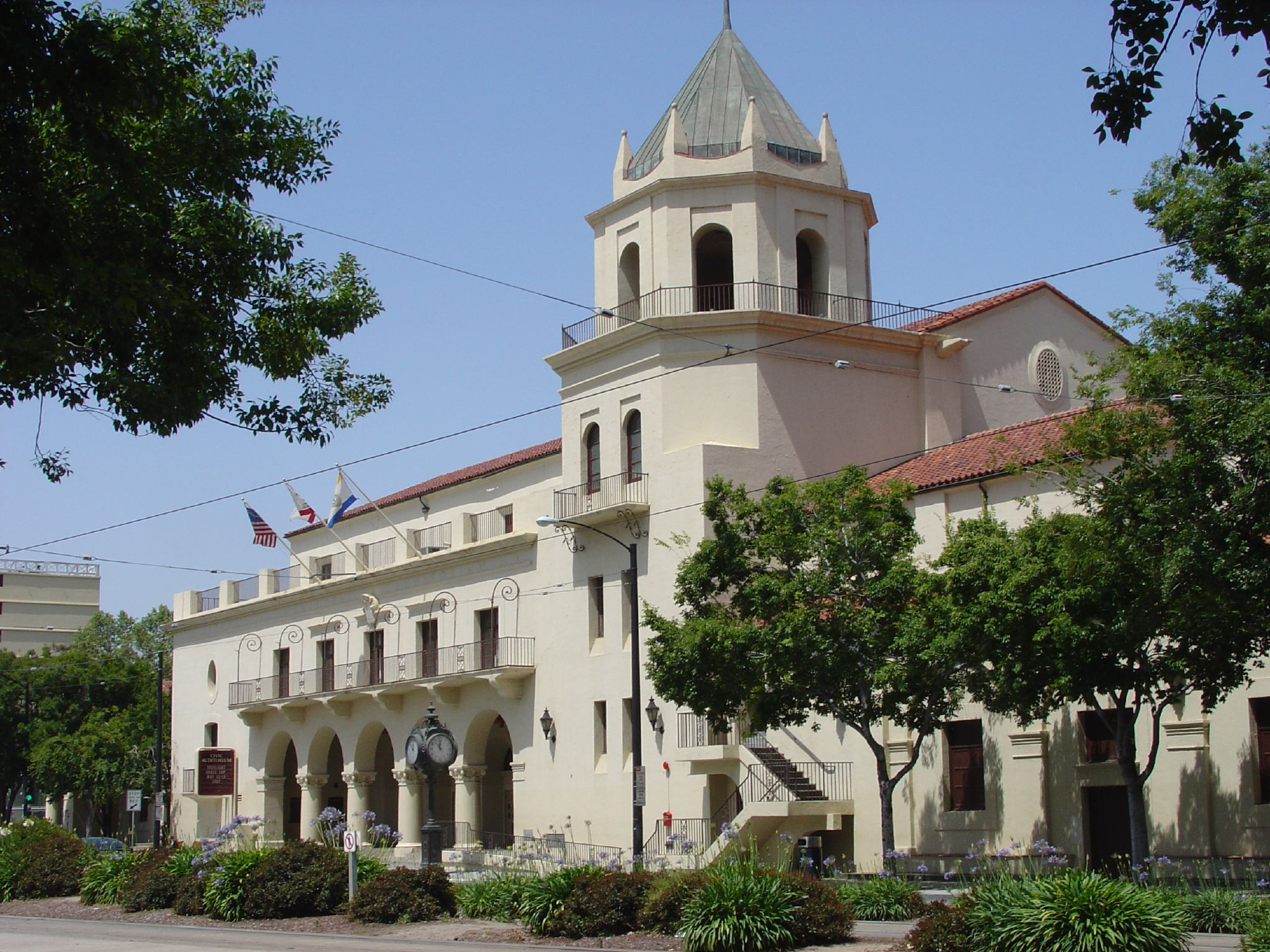
تالار مردمی سن‌خوزه

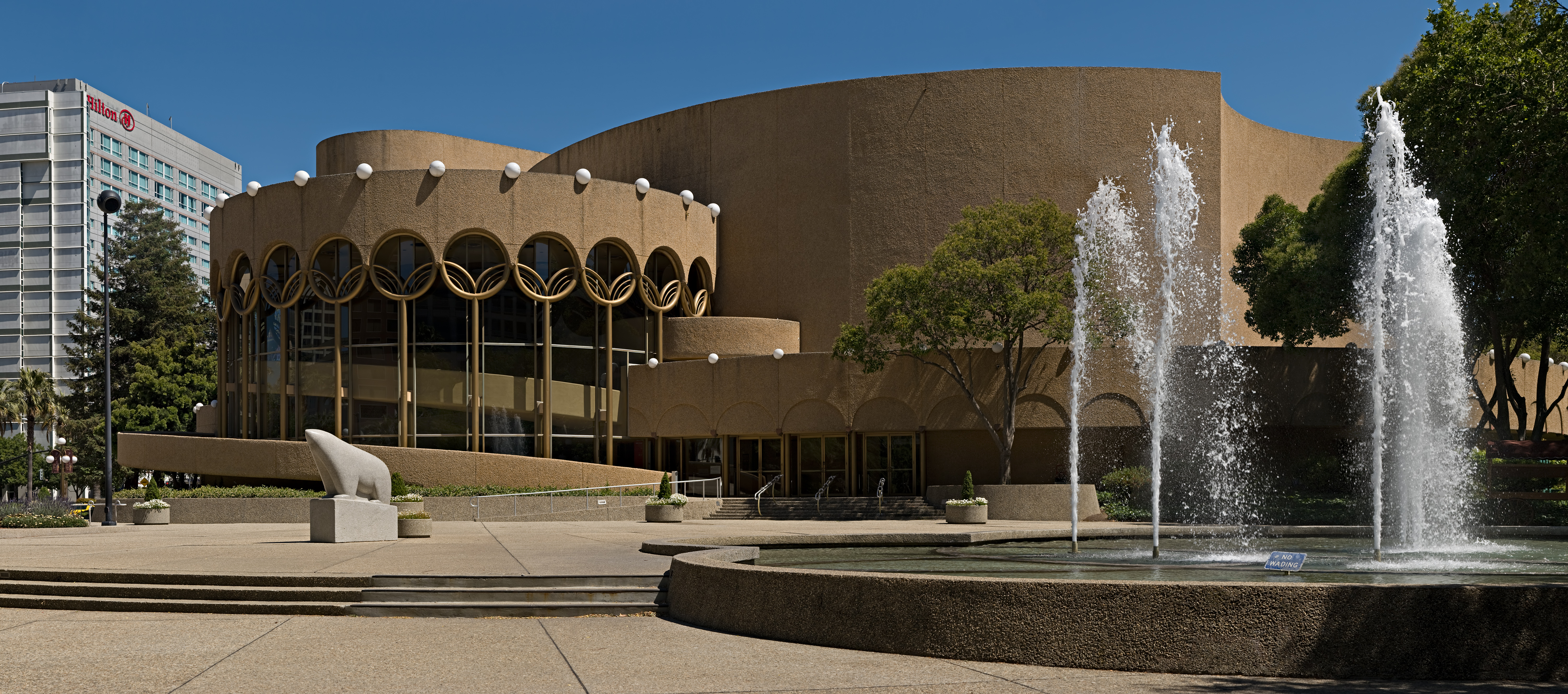
مرکز هنرهای نمایشی سن‌خوزه
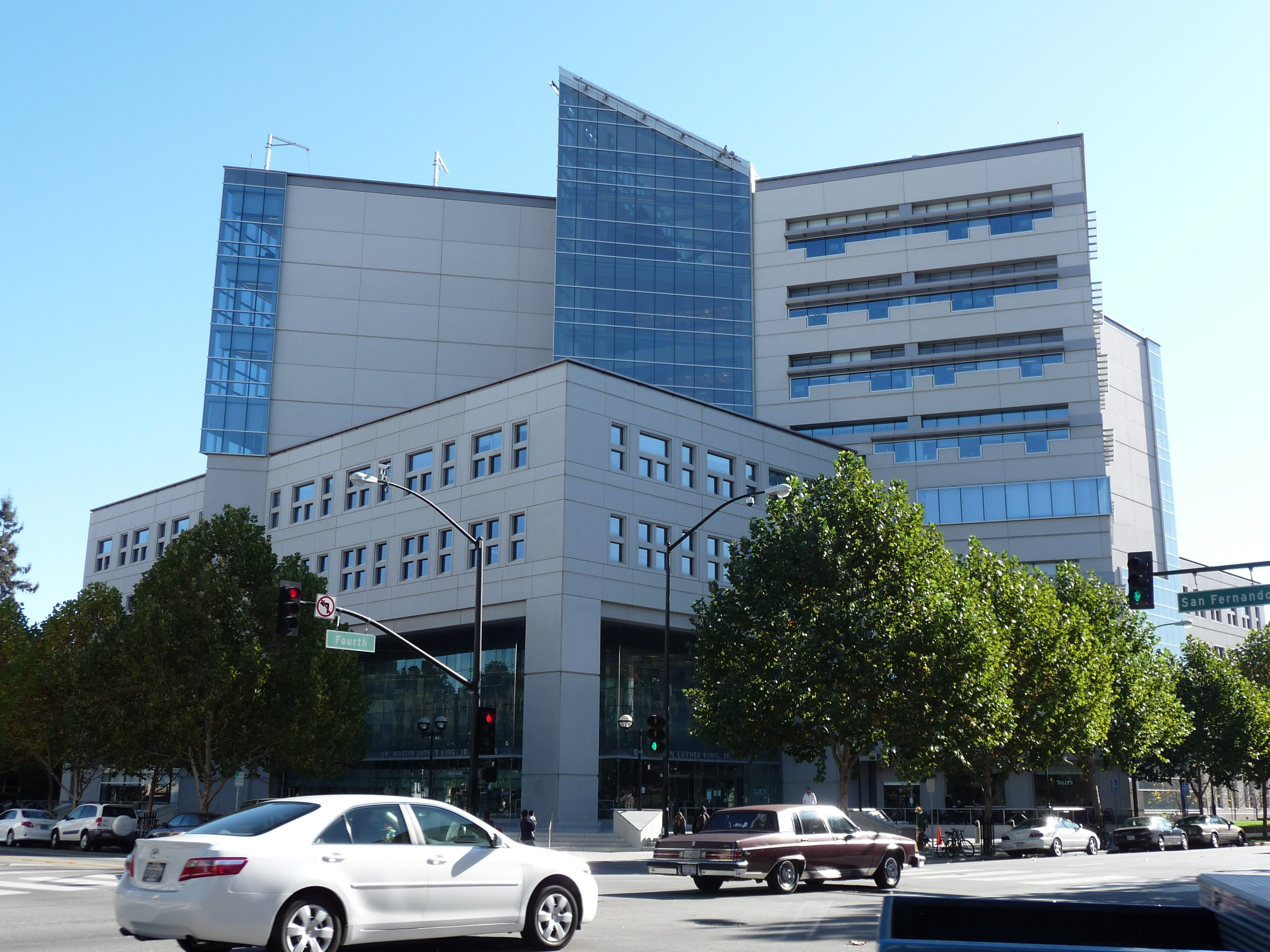
کتابخانه عمومی مارتین لوتر کینگ
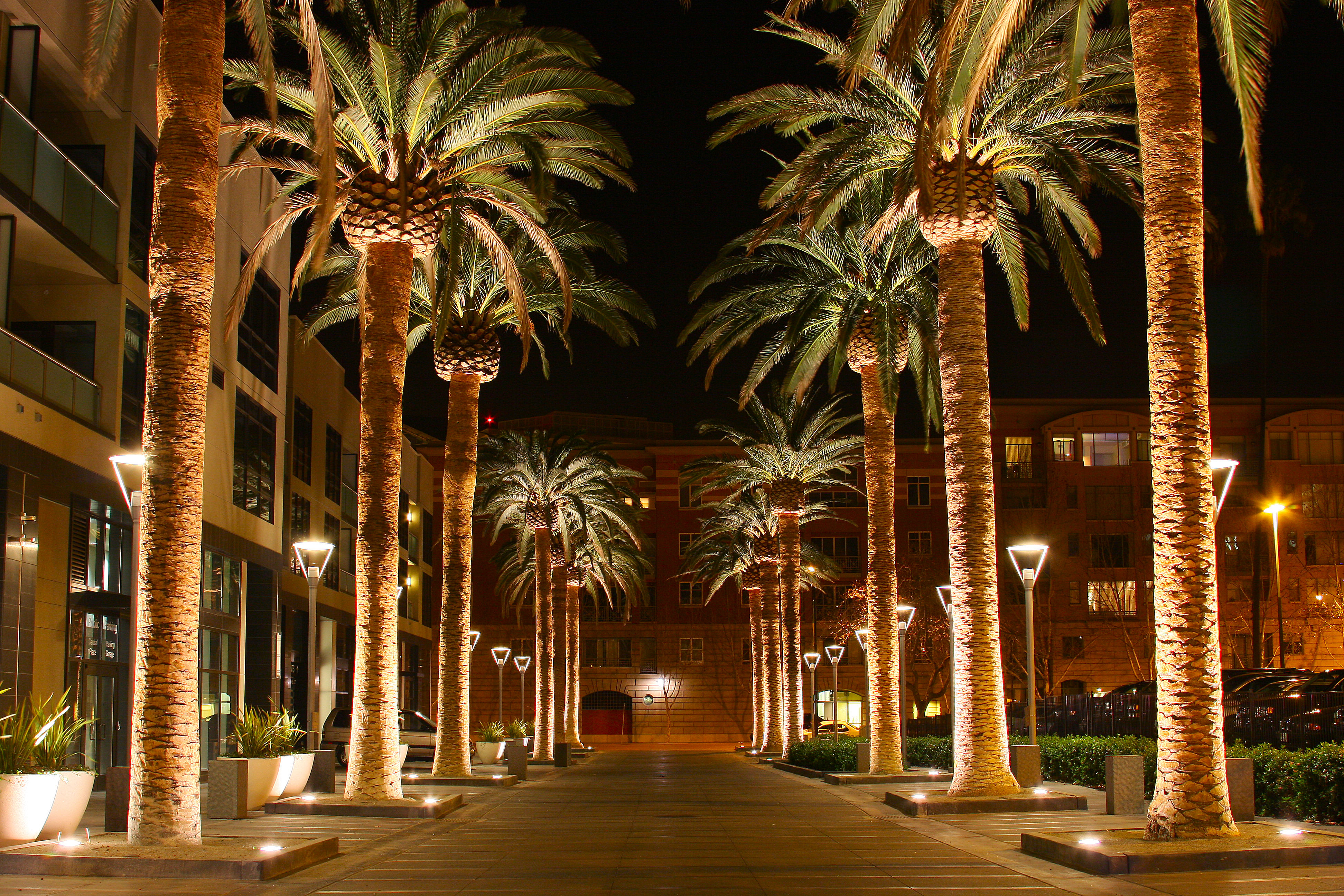
بازاری در مرکز شهر سن‌خوزه که در اطراف آن نخل‌هایی (در تصویر) دیده می‌شود.